# Гегевальд (округа)
Гегевальд, або Геґевальд (за харківським правописом), округа Геґевальд (нім. Kreisgebiet Hegewald) — адміністративно-територіальна одиниця генеральної округи Житомир райхскомісаріату Україна протягом німецької окупації Української РСР у часи німецько-радянської війни. 
Утворена 12 грудня 1942 року на території нинішньої Житомирської області з частини раніше створених окупаційною німецькою владою Бердичівського і Житомирського ґебітів. Станом на 1 вересня 1943 р., округа охоплювала територію «спеціальної області Геґевальд» (нім. Sondergebiet Hegewald). Існувала до захоплення цієї місцевості радянськими військами 12 січня 1944 року. Округою керував ґебітскомісар — оберфюрер СС комендант Отто Юнгкунц. Офіційним місцем перебування ґебітскомісара було поселення Геґевальд, де знаходилася ставка Гіммлера.

## Історія
16 листопада 1942 року очільник генеральної округи Житомир Ернст Ляйзер видав наказ про створення адміністративної округи Геґевальд (у перекладі з німецької «Заповідний ліс»). Сюди увійшло 29 сіл, об'єднаних у чотири опорні пункти: Маєнфельд (центр — село Сінгури), Троя (центр — село Троянів), Штюц (центр — село Рудне), Ам Гюґель (центру встановити не вдалося). Протягом трьох тижнів восени 1942 року до Геґевальду з північних районів генеральної округи Житомир переселили 6362 фольксдойче: 2371 жінку, 1579 чоловіків, 2412 дітей. До кінця року кількість жителів зросла до 8 тисяч. 
Гарнізон складався приблизно з 1000 есесівців. Округа заселялася головним чином волинськими німцями з охоплених партизанським рухом районів (Базар, Малин, Овруч і Ємільчине). Поселення було особистим показовим проєктом Генріха Гіммлера. У березні 1943 року у «спеціальній області Геґевальд» були розселені останні фольксдойчі з Києва. Тим самим чисельність населення цієї області колонізації досягла максимального значення 10 178 осіб Спеціальна область складалася з 27 населених пунктів уздовж автодороги Житомир—Бердичів, які було ретельно перейменовано німецькою мовою:
- Schröbelesberg (Зарічани)
- Neuheimat (Пряжів)
- Bubenhausen (Волиця)
- Neubiesing (Головенка)
- Pfenningstadt (Вишневе)
- Heimkehr (Ставецьке)
- Troja (Троянів)
- Reichstreu (Озерянка)
- Preuersdorf (Ружки)
- Arbeit (Старий Солотвин)
- Fleiß (Глинівці)
- Au (Червоний Степок)
- Zehnhub (Вершина)
- Neuposen (Кодня)
- Altposen (нині частина Кодні — за 1 км на північний захід від Кодні)
- Bosfershof (Павленківка)
- Wertingen (Вертокиївка)
- Heinrichsfeld (Іванківці)
- Reinharding (Городище)
- Am Hügel (Лука)
- Klein Lüneburg (Лищиїна, нині частина Ліщина)
- Neu Trudering (Ліщин)
- Mödersdorf (Млинище)
- Tiefenbach (Піски)
- Sachsenhard (Скоморохи)
- Maienfeld (Сінгури)
- Ichstingen (Миролюбівка)

Інші зміни в назвах:
- Військовий аеродром Геґевальд (нині військовий аеродром Озерне)
- Струмок Геґебах (нині річка Гуйва)

Щоб звільнити місце для поселення, з області Геґевальд було депортовано близько 15 000 українців. Геґевальд був тільки одним з двох опорних пунктів колонізації, влаштованих в околицях Житомира. Для захисту від дедалі частіших нападів партизанів спеціальний регіональний уповноважений у справах переселення Головного управління СС з питань раси і поселення Тео Геншель (нім. Theo Henschel) на початку 1943 року розпорядився заснувати іншу колонію-поселення під назвою Försterstadt «місто лісничих» (нині Черняхів, що на північ від Житомира). Там було поселено близько 9000 фольксдойчів.
20 жовтня 1943 року Гіммлер проінспектував Геґевальд — і був невдоволений побаченим. У колонії жили дуже бідно. Керманич СС навіть розпорядився негайно доставити сюди 10 тисяч пар взуття і підвезти з Польщі інші необхідні речі.
4 лютого 1944 року місцевість навколо Житомира захопила Червона Армія. Тільки незадовго перед цим відбулася евакуація фольксдойчів до приймального пункту у Вартеланді. 

## Межі
1 квітня 1943 року відбулося остаточне встановлення адміністративних меж округи. Західна межа з півночі на південь пролягала понад річкою Гнилоп'ять. Території колгоспів сіл Шумськ (нині територія Шумського городища), Головенка, Шолесняки (?), Довгілівка (?) і Старосілля входили в межі цієї округи повністю. Їхні західні межі одночасно утворювали межу Гегевальду. Північну межу утворювала середня течія Тетерева від гирла річки Гнилоп'яті до залізничного мосту гілки Житомир—Фастів. Східна межа з півночі на південь проходила землями колгоспів сіл Тулин, Ліщин, Вершина, Розкопана Могила і Ляхівці. Південна межа зі сходу на захід збігалася з південними межами колгоспів сіл Ляхівці, Солотва, Ружки, Татаринівка (?) і Троянів.
Залишок колишнього Троянівського району (нім. Rayon Trojanow), що на захід від території округи Гегевальд, було включено до складу Житомирського сільського району (нім. Rayon Shitomir-Land) Житомирського ґебіту, а розміщена на схід від меж Гегевальду частина Троянівського району ввійшла до Андрушівського району Бердичівського ґебіту.

## Значення
Гегевальд являв собою спеціальну область німецького розселення доби націонал-соціалізму, яка планомірно створювалася за наказом Генріха Гіммлера у місцевості навколо його однойменної штаб-квартири (у лісовому масиві біля нинішнього військового аеродрому Озерне приблизно за 2 км на південь від Житомира) наприкінці 1942 року. Опорний пункт колонізації Геґевальд поряд з округою Замостя вважається одним із місць, де було втілено в життя елементи Генерального плану «Ост».

## Цвинтар
У Геґевальді існував німецький цвинтар, на якому був похований, зокрема, обергрупенфюрер Теодор Ейке. Під час відступу його могилу перенести не вдалося, і її сучасне знаходження невідоме.